# David Thouless
David James Thouless (Bearsden, 21 settembre 1934 – Cambridge, 6 aprile 2019) è stato un fisico britannico, noto per i suoi lavori nel campo della fisica della materia condensata ed è stato insignito del Premio Nobel per la fisica nel 2016 assieme a Duncan Haldane e J. Michael Kosterlitz “per le scoperte teoriche di transizioni di fase topologiche e fasi topologiche della materia”.
Fra i suoi contributi, di particolare rilevanza sono i lavori in merito alla transizione di Kosterlitz-Thouless.

## Carriera
Thouless ottiene il PhD alla Cornell University sotto la supervisione di Hans Bethe. È stato professore di fisica matematica alla università di Birmingham nel Regno Unito, prima di diventare professore di fisica all'università di Washington, a Seattle, nel 1980.

## Riconoscimenti
- 1990 Premio Wolf per la fisica
- 1993 Medaglia Paul Dirac
- 2000 Premio Lars Onsager
- 2016 Premio Nobel per la Fisica